# Пиріжок Олександра Яківна
Олександра Яківна Пиріжо́к (нар. 7 [20] жовтня 1898, Адамівка, Подільська губернія — пом. 5 червня 1983, там само) — українська радянська майстриня художньої кераміки; заслужений майстер народної творчості УРСР з 1967 року. 
Народилася в родині кераміста Якова Бацуци.

## Творчість
Серед робіт — неполив'яні, червоного кольору й півкулястої форми миски, дзбанки, горщики, макітри, тикви, іграшковий посуд, розписаний геометризованим і рослинним орнаментом.
Роботи майстрині зберігаються в Музеї етнографії і художнього промислу, Музеї українського народного декоративного мистецтва.